# Neuroștiințe

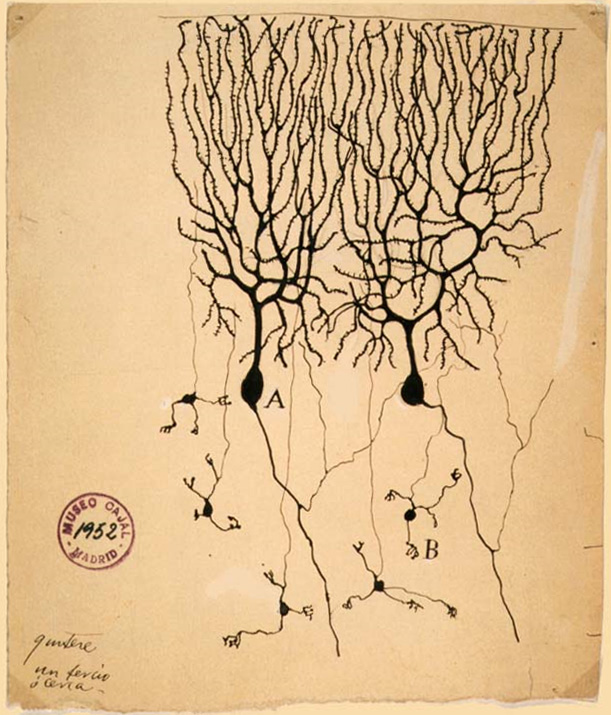
Neuroni din cerebelul porumbelului, desen de Santiago Ramón y Cajal (1899).

Neuroștiința (sau neurobiologia) este studiul științific al sistemului nervos.  Este o știință multidisciplinară care combină fiziologie, anatomie, biologie moleculară, biologie de dezvoltare, citologie, știința calculatoarelor și modelarea matematică pentru a înțelege proprietățile fundamentale și emergente ale neuronilor și a circuitelor neuronale. Înțelegerea bazei biologice a învățării, memoriei, comportamentului, percepției și conștiinței au fost descrise de Eric Kandel drept „provocarea supremă” a științelor biologice.
Sfera neuroștiinței a fost extinsă în timp pentru a include abordări diferite folosite pentru a studia sistemul nervos la scări diferite și tehnicile folosite de neurologi s-au extins enorm, de la studii moleculare si celulare de neuroni individuali la imagistica sarcinilor senzoriale și motorii din creier.

## Istoric

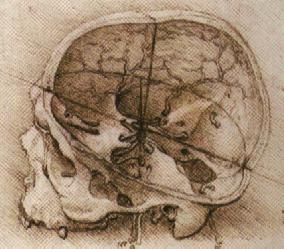
Una dintre schițele lui Leonardo da Vinci ale craniului uman.

Primul studiu al sistemului nervos datează din Egiptul antic. Trepanarea, practica chirurgicală a găuririi sau răzuirii unei găuri în craniu în scopul vindecării leziunilor craniene sau a tulburărilor mentale sau a ameliorării presiunii craniene, a fost înregistrată pentru prima dată în Neolitic. Manuscrisele datând din 1700 î.Hr. indică faptul că egiptenii aveau unele cunoștințe despre simptomele leziunilor cerebrale.
Primele opinii despre funcția creierului au considerat-o un fel de „umplutură craniană”. În Egipt, începând cu sfârșitul Regatului Mijlociu, creierul a fost îndepărtat în mod regulat în pregătirea pentru mumificare. În acel moment, se credea că inima era sediul inteligenței. Potrivit lui Herodot, primul pas al mumificării era „să se ia o bucată de fier strâmbă și, cu ea, să scoată creierul prin nări, scăpând astfel de o porțiune, în timp ce craniul este curățat de restul prin clătire cu doctorii”.

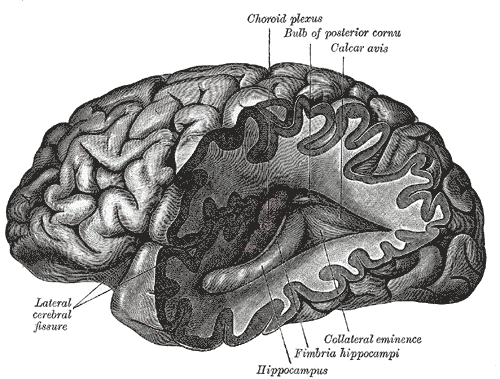
Ilustrație din Anatomia lui Gray (1918) a unei vederi laterale a creierului uman, prezentând hipocampul printre alte caracteristici neuroanatomice.

Opinia că inima era sursa conștiinței nu a fost contestată decât pe vremea medicului grec Hipocrate. El credea că creierul nu este implicat doar în senzație — deoarece majoritatea organelor specializate (de exemplu, ochi, urechi, limbă) sunt situate în cap lângă creier — dar era și sediul inteligenței. Platon a speculat, de asemenea, că creierul este sediul părții raționale a sufletului. Aristotel, totuși, credea că inima este centrul inteligenței și că creierul reglează cantitatea de căldură din inimă. Această viziune a fost acceptată în general până la medicul roman Galen, un adept al lui Hipocrate și medic al gladiatorilor romani. El a observat că pacienții lui și-au pierdut facultățile mentale atunci când au suferit daune ale creierului.
Abulcasis, Averroes, Avicenna, Avenzoar și Maimonide, activi în lumea musulmană medievală, au descris o serie de probleme medicale legate de creier. În Renașterea europeană, Vesalius (1514–1564), René Descartes (1596–1650), Thomas Willis (1621–1675) și Jan Swammerdam (1637–1680) au contribuit, de asemenea, la neuroștiințe.

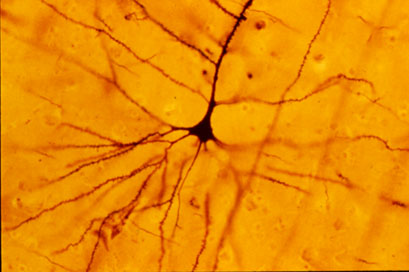
Pata Golgi a permis vizualizarea neuronilor individuali.

Munca de pionierat a lui Luigi Galvani la sfârșitul anilor 1700 a pregătit scena pentru studierea excitabilității electrice a mușchilor și neuronilor. În prima jumătate a secolului al XIX-lea, Jean Pierre Flourens a fost pionierul metodei experimentale de efectuare a leziunilor localizate ale creierului la animale vii, descriind efectele lor asupra motricității, sensibilității și comportamentului. În 1843 Emil du Bois-Reymond a demonstrat natura electrică a semnalului nervos, a cărui viteză a fost măsuată de Hermann von Helmholtz, iar în 1875 Richard Caton a găsit fenomene electrice în emisferele cerebrale ale iepurilor și maimuțelor. Fiziologul Adolf Beck a publicat în 1890 observații similare ale activității electrice spontane a creierului iepurilor și câinilor.
Studiile asupra creierului au devenit mai sofisticate după inventarea microscopului și dezvoltarea unei proceduri de colorare de către Camillo Golgi la sfârșitul anilor 1890. Procedura folosea o sare de cromat de argint pentru a dezvălui structurile complicate ale neuronilor individuali. Tehnica sa a fost folosită de Santiago Ramón y Cajal și a condus la formarea doctrinei neuronului, ipoteza că unitatea funcțională a creierului este neuronul. Golgi și Ramón y Cajal au împărțit în 1906 Premiul Nobel pentru medicină pentru observațiile lor extinse, descrierile și clasificările neuronilor din creier.

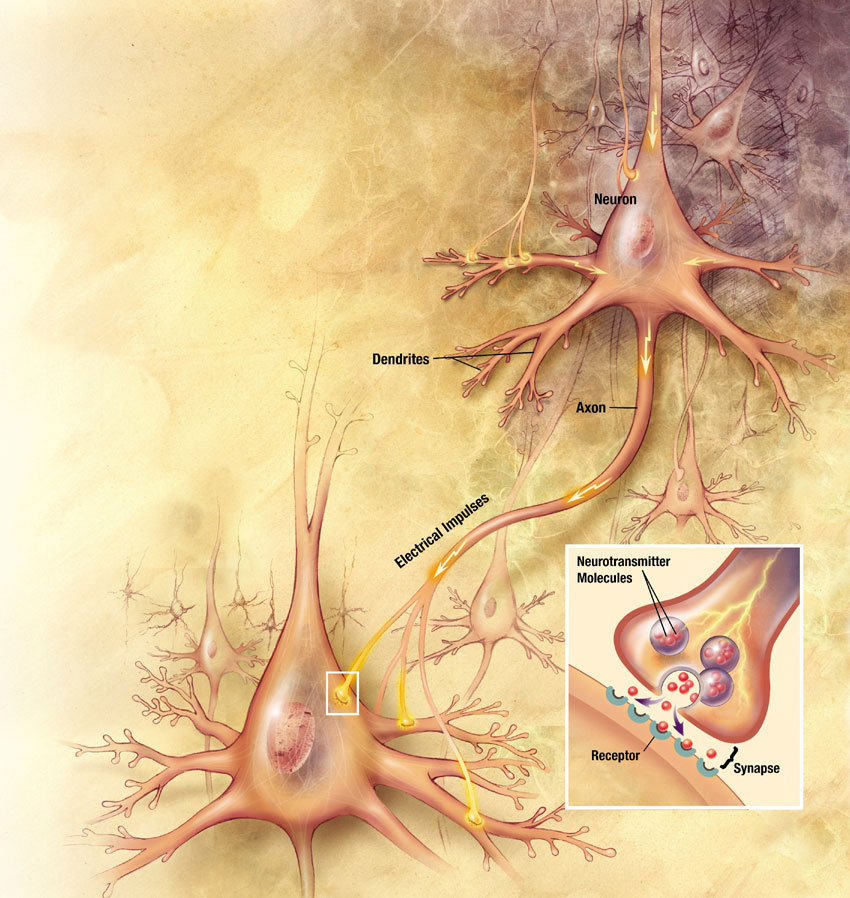
Conectarea neuronilor prin sinapse

În paralel cu această cercetare, lucrul cu pacienții cu creierul afectat de către Paul Broca a sugerat că anumite regiuni ale creierului sunt responsabile pentru anumite funcții. La acea vreme, descoperirile lui Broca erau văzute ca o confirmare a teoriei lui Franz Joseph Gall conform căreia limbajul era localizat și că anumite funcții psihologice erau localizate în zone specifice ale cortexului cerebral. Ipoteza specializării funcționale a creierului a fost susținută de obervații pe pacienți epileptici efectuate de John Hughlings Jackson, care a dedus în mod corect organizarea cortexul motor urmărind progresia convulsiilor prin corp. Carl Wernicke a dezvoltat în continuare teoria specializării structurilor cerebrale specifice în înțelegerea și producerea limbajului. Cercetarea modernă prin tehnici de neuroimagistică utilizează încă harta citoarhitectonică cerebrală Brodmann (referindu-se la studiul structurii celulare) definiții anatomice din această epocă, continuând să arate că zone distincte ale cortexului sunt activate în executarea sarcinilor specifice.
În secolul al XX-lea, neuroștiința a început să fie recunoscută ca o disciplină academică distinctă în sine, mai degrabă decât ca studii ale sistemului nervos în cadrul altor discipline. Eric Kandel și colaboratorii i-au menționat pe David Rioch, Francis O. Schmitt și Stephen Kuffler ca jucând roluri critice în stabilirea domeniului. Rioch a început integrarea cercetării anatomice și fiziologice de bază cu psihiatria clinică la Institutul de Cercetare al Armatei Walter Reed, începând cu anii 1950. În aceeași perioadă, Schmitt a stabilit un program de cercetare în neuroștiințe în cadrul Departamentului de Biologie de la Institutul de Tehnologie din Massachusetts, reunind biologia, chimia, fizica și matematica. Primul departament de neuroștiințe independent (numit pe atunci Psihobiologie) a fost fondat în 1964 la Universitatea din California. A fost urmat de Departamentul de Neurobiologie de la Harvard Medical School, care a fost fondat în 1966 de Stephen Kuffler.

Neuronul presinaptic (sus) eliberează un neurotransmițător, care activează receptorii de pe celula postsinaptică din apropiere (jos).

Înțelegerea neuronilor și a funcției sistemului nervos a devenit din ce în ce mai precisă în secolul al XX-lea. De exemplu, în 1952, Alan Lloyd Hodgkin și Andrew Huxley au prezentat un model matematic pentru transmiterea semnalelor electrice în neuronii axonului gigant al unui calmar, pe care l-au numit „potențial de acțiune” și modul în care acestea sunt inițiate și propagate, cunoscut sub numele de Modelul Hodgkin–Huxley. În 1961–1962, Richard FitzHugh și J. Nagumo au simplificat Modelul Hodgkin–Huxley, în ceea ce se numește modelul FitzHugh– Nagumo. În 1962, Bernard Katz a modelat neurotransmisia în spațiile dintre neuroni, cunoscute sub numele de sinapse. Începând din 1966, Eric Kandel și colaboratorii au examinat modificările biochimice ale neuronilor asociate cu învățarea și stocarea memoriei. În 1981, Catherine Morris și Harold Lecar au combinat aceste modele în modelul Morris-Lecar. O astfel de muncă tot mai cantitativă a dat naștere la numeroase modele de neuroni biologici și modele de calcul neuronal.
Ca urmare a interesului tot mai mare cu privire la sistemul nervos, s-au format mai multe organizații de neuroștiințe proeminente pentru a oferi un forum tuturor neurologilor. De exemplu, Organizația Internațională Brain Research a fost înființat în anul 1961, Societatea Internațională pentru Neurochimie în 1963, Societatea europeană Creier și Comportament în 1968, și Societatea pentru Neuroștiințe în 1969.
Recent, aplicarea rezultatelor cercetării în neuroștiințe a dat naștere, de asemenea, la discipline aplicate ca neuroeconomie, neuroeducație, neuroetică, și neuro-jurisprudență.
De-a lungul timpului, cercetarea creierului a trecut prin faze filosofice, experimentale și teoretice, lucrările privind simularea creierului fiind prognozate a fi importante în viitor.

## Neuroștiințe moderne

Sistemul nervos uman

Studiul științific al sistemului nervos a crescut semnificativ în a doua jumătate a secolului al XX-lea, în principal datorită progreselor în biologia moleculară, electrofiziologie și neuroștiințe computaționale. Acest lucru le-a permis neurologilor să studieze sistemul nervos în toate aspectele sale: cum este structurat, cum funcționează, cum se dezvoltă, cum funcționează defectuos și cum poate fi schimbat.
De exemplu, a devenit posibil să se înțeleagă, în detaliu, procesele complexe care au loc într-un singur neuron. Neuronii sunt celule specializate pentru comunicare. Sunt capabili să comunice cu neuroni și alte tipuri de celule prin joncțiuni specializate numite sinapse, la care semnalele electrice sau electrochimice pot fi transmise de la o celulă la alta. 
Mulți neuroni extrudează un filament subțire lung de axoplasmă numit axon, care se poate extinde până la părți îndepărtate ale corpului și sunt capabili să transporte rapid semnale electrice, influențând activitatea altor neuroni, mușchi sau glande în punctele lor de terminare. Un sistem nervos apare din ansamblul de neuroni care sunt conectați între ei.
Sistemul nervos al vertebratelor poate fi împărțit în două părți: sistemul nervos central (alcătuit din creier și măduva spinării) și sistemul nervos periferic. La multe specii — inclusiv toate vertebratele — sistemul nervos este cel mai complex sistem de organe din corp, cea mai mare parte a complexității rezidând în creier. Creierul uman singur conține în jur de o sută de miliarde de neuroni și o sută de miliarde de sinapse; constă din mii de substructuri distincte, conectate între ele în rețele sinaptice ale căror complexități abia au început să fie dezlegate. Cel puțin una din trei din cele aproximativ 20.000 de gene aparținând genomului uman este exprimată în principal în creier.
Datorită gradului ridicat de plasticitate a creierului uman, structura sinapselor sale și funcțiile rezultate ale acestora se schimbă de-a lungul vieții.
Sensul complexității dinamice a sistemului nervos este o provocare de cercetare formidabilă. În cele din urmă, neurologii ar dori să înțeleagă fiecare aspect al sistemului nervos, inclusiv cum funcționează, cum se dezvoltă, cum funcționează defectuos și cum poate fi modificat sau reparat. Prin urmare, analiza sistemului nervos se efectuează la mai multe niveluri, variind de la nivelurile moleculare și celulare la sisteme și niveluri cognitive. Subiectele specifice care formează principalele focare ale cercetării se schimbă în timp, determinate de o bază de cunoștințe în continuă expansiune și disponibilitatea unor metode tehnice din ce în ce mai sofisticate. Îmbunătățirile tehnologice au fost principalele motoare ale progresului. Dezvoltări în microscopie electronică, informatică, electronică, neuroimagistica funcțională și genetică și genomică au fost toate principalele motoare ale progresului.

## Ramuri majore
Activitățile moderne de educație și cercetare în neuroștiințe pot fi foarte aproximativ clasificate în următoarele ramuri majore, bazate pe subiectul și scara sistemului în examinare, precum și pe abordări experimentale sau curriculare distincte. Cu toate acestea, neurologi individuali lucrează adesea la întrebări care se întind pe mai multe subdomenii distincte.
| Ramură                       | Descriere |
| ---------------------------- | --- |
| Neuroștiința afectivă        | Neuroștiința afectivă este studiul mecanismelor neuronale implicate în emoție, de obicei prin experimentare pe modele animale. |
| Neuroștiințe comportamentale | Neuroștiința comportamentală (cunoscută și sub numele de psihologie biologică, psihologie fiziologică, biopsihologie sau psihobiologie) este aplicarea principiilor biologiei la studiul mecanismelor genetice, fiziologice și de dezvoltare ale comportamentului la oameni și animale non-umane. |
| Neuroștiința celulară        | Neuroștiința celulară este studiul neuronilor la nivel celular, inclusiv morfologia și proprietățile fiziologice. |
| Neuroștiințe clinice         | Studiul științific al mecanismelor biologice care stau la baza tulburărilor și bolilor sistemului nervos. |
| Neuroștiințe cognitive       | Neuroștiința cognitivă este studiul mecanismelor biologice care stau la baza cunoașterii. |
| Neuroștiințe computaționale  | Neuroștiința computațională este studiul teoretic al sistemului nervos. |
| Neuroștiințe culturale       | Neuroștiința culturală este studiul modului în care valorile, practicile și credințele culturale modelează și sunt modelate de minte, creier și gene pe mai multe perioade de timp. |
| Neuroștiința dezvoltării     | Neuroștiința dezvoltării studiază procesele care generează, modelează și remodelează sistemul nervos și caută să descrie baza celulară a dezvoltării neuronale pentru a aborda mecanismele de bază.                                                                                               |
| Neuroștiințe evolutive       | Neuroștiința evolutivă studiază evoluția sistemelor nervoase. |
| Neuroștiința moleculară      | Neuroștiința moleculară studiază sistemul nervos cu biologie moleculară, genetică moleculară, chimia proteinelor și metodologii conexe. |
| Nanoneuroștiința             | Un domeniu interdisciplinar care integrează nanotehnologia și neuroștiința. |
| Inginerie neuronală          | Ingineria neuronală folosește tehnici de inginerie pentru a interacționa, înțelege, repara, înlocui sau îmbunătăți sistemele neuronale. |
| Neuroanatomie                | Neuroanatomia este studiul structurii și organizării sistemului nervos. |
| Neurochimie                  | Neurochimia este studiul modului în care neurochimicele interacționează și influențează funcția neuronilor. |
| Neuroetologie                | Neuroetologia este studiul bazei neuronale a comportamentului animalelor non-umane. |
| Neurogastronomie             | Neurogastronomia este studiul aromei și modul în care aceasta afectează senzația, cunoașterea și memoria. |
| Neurogenetică                | Neurogenetica este studiul bazei genetice a dezvoltării și funcției sistemului nervos. |
| Neuroimagistica              | Neuroimagistica include utilizarea diferitelor tehnici pentru imagistică directă sau indirectă a structurii și funcției creierului. |
| Neuroimunologie              | Neuroimunologia este interesată de interacțiunile dintre sistemul nervos și sistemul imunitar. |
| Neuroinformatică             | Neuroinformatica este o disciplină din cadrul bioinformaticii care conduce organizarea datelor neuroștiinței și aplicarea modelelor de calcul și a instrumentelor analitice, |
| Neurolingvistică             | Neurolingvistica este studiul mecanismelor neuronale din creierul uman care controlează înțelegerea, producerea și dobândirea limbajului. |
| Neurofizică                  | Neurofizica este ramura biofizicii care se ocupă cu dezvoltarea și utilizarea metodelor fizice pentru a obține informații despre sistemul nervos. |
| Neurofiziologie              | Neurofiziologia este studiul celulelor nervoase (neuroni) pe măsură ce primesc și transmit informații. |
| Neuropsihologie              | Neuropsihologia este o ramură a psihologiei care este interesată de modul în care cunoașterea și comportamentul unei persoane sunt legate de creier și restul sistemului nervos. |
| Paleoneurobiologie           | Paleoneurobiologia este un domeniu care combină tehnicile utilizate în paleontologie și arheologie pentru a studia evoluția creierului, în special cea a creierului uman. |
| Neuroștiințe sociale         | Neuroștiința socială este un domeniu interdisciplinar dedicat înțelegerii relației dintre experiențele sociale și sistemele biologice |
| Neuroștiința sistemelor      | Neuroștiința sistemelor este studiul funcției circuitelor și sistemelor neuronale. |

## Premii Nobel legate de neuroștiințe
| An   | Domeniul premiului | Imagine            | Laureat                         | Durata de viață | Țară                       | Justificare | Ref    |
| ---- | ------------------ | ------------------ | ------------------------------- | --------------- | -------------------------- | --- | ------ |
| 1904 | Fiziologie         |                    | Ivan Petrovich Pavlov           | 1849–1936       | Imperiul rus               | „ca recunoaștere a muncii sale privind fiziologia digestiei, prin care cunoștințele despre aspectele vitale ale subiectului au fost transformate și extinse”                                             | [ 39 ] |
| 1906 | Fiziologie         |                    | Camillo Golgi                   | 1843–1926       | Regatul Italiei            | „ca recunoaștere a muncii lor asupra structurii sistemului nervos” | [ 40 ] |
| 1906 | Fiziologie         |                    | Santiago Ramón y Cajal          | 1852–1934       | Restaurare (Spania)        | „ca recunoaștere a muncii lor asupra structurii sistemului nervos” | [ 40 ] |
| 1914 | Fiziologie         |                    | Robert Bárány                   | 1876–1936       | Austro-Ungaria             | „pentru munca sa asupra fiziologiei și patologiei aparatului vestibular” | [ 41 ] |
| 1932 | Fiziologie         |                    | Charles Scott Sherrington       | 1857–1952       | Regatul Unit               | „pentru descoperirile lor cu privire la funcțiile neuronilor” | [ 42 ] |
| 1932 | Fiziologie         |                    | Edgar Douglas Adrian            | 1889–1977       | Regatul Unit               | „pentru descoperirile lor cu privire la funcțiile neuronilor” | [ 42 ] |
| 1936 | Fiziologie         |                    | Henry Hallett Dale              | 1875–1968       | Regatul Unit               | „pentru descoperirile lor legate de transmiterea chimică a impulsurilor nervoase” | [ 43 ] |
| 1936 | Fiziologie         |                    | Otto Loewi                      | 1873–1961       | Austria Germania           | „pentru descoperirile lor legate de transmiterea chimică a impulsurilor nervoase” | [ 43 ] |
| 1938 | Fiziologie         |                    | Corneille Jean François Heymans | 1892–1968       | Belgia                     | „pentru descoperirea rolului jucat de sinusuri și mecanismele aortice în reglarea respirației” | [ 44 ] |
| 1944 | Fiziologie         |                    | Joseph Erlanger                 | 1874–1965       | Statele Unite              | „pentru descoperirile lor legate de funcțiile extrem de diferențiate ale fibrelor din același cordon nervos”                                                                                             | [ 45 ] |
| 1944 | Fiziologie         |                    | Herbert Spencer Gasser          | 1888–1963       | Statele Unite              | „pentru descoperirile lor legate de funcțiile extrem de diferențiate ale fibrelor din același cordon nervos”                                                                                             | [ 45 ] |
| 1949 | Fiziologie         |                    | Walter Rudolf Hess              | 1881–1973       | Elveția                    | „pentru descoperirea organizării funcționale a creierului drept coordonator al activităților organelor interne”                                                                                          | [ 46 ] |
| 1949 | Fiziologie         |                    | António Caetano Egas Moniz      | 1874–1955       | Portugalia                 | „pentru descoperirea valorii terapeutice a leucotomiei în anumite psihoze” | [ 46 ] |
| 1957 | Fiziologie         |                    | Daniel Bovet                    | 1907–1992       | Italia                     | „pentru descoperirile sale referitoare la compuși sintetici care inhibă acțiunea anumitor substanțe ale corpului și, în special, acțiunea acestora asupra sistemului vascular și a mușchilor scheletici” | [ 47 ] |
| 1961 | Fiziologie         |                    | Georg von Békésy                | 1899–1972       | Statele Unite              | „pentru descoperirile sale despre mecanismul fizic de stimulare în interiorul cohleei” | [ 48 ] |
| 1963 | Fiziologie         |                    | John Carew Eccles               | 1903–1997       | Australia                  | "pentru descoperirile lor privind mecanismele ionice implicate în excitație și inhibare în porțiunile periferice și centrale ale membranei celulelor nervoase"                                           | [ 49 ] |
| 1963 | Fiziologie         |                    | Alan Lloyd Hodgkin              | 1914–1998       | Regatul Unit               | "pentru descoperirile lor privind mecanismele ionice implicate în excitație și inhibare în porțiunile periferice și centrale ale membranei celulelor nervoase"                                           | [ 49 ] |
| 1963 | Fiziologie         |                    | Andrew Fielding Huxley          | 1917–2012       | Regatul Unit               | "pentru descoperirile lor privind mecanismele ionice implicate în excitație și inhibare în porțiunile periferice și centrale ale membranei celulelor nervoase"                                           | [ 49 ] |
| 1967 | Fiziologie         |                    | Ragnar Granit                   | 1900–1991       | Finlanda Suedia            | „pentru descoperirile lor privind procesele vizuale fiziologice și chimice primare din ochi” | [ 50 ] |
| 1967 | Fiziologie         |                    | Haldan Keffer Hartline          | 1903–1983       | Statele Unite              | „pentru descoperirile lor privind procesele vizuale fiziologice și chimice primare din ochi” | [ 50 ] |
| 1967 | Fiziologie         |                    | George Wald                     | 1906–1997       | Statele Unite              | „pentru descoperirile lor privind procesele vizuale fiziologice și chimice primare din ochi” | [ 50 ] |
| 1970 | Fiziologie         |                    | Julius Axelrod                  | 1912–2004       | Statele Unite              | „pentru descoperirile lor referitoare la transmitatorii umorali din terminalele nervoase și mecanismul de stocare, eliberare și inactivare a acestora”                                                   | [ 49 ] |
| 1970 | Fiziologie         |                    | Ulf von Euler                   | 1905–1983       | Suedia                     | „pentru descoperirile lor referitoare la transmitatorii umorali din terminalele nervoase și mecanismul de stocare, eliberare și inactivare a acestora”                                                   | [ 49 ] |
| 1970 | Fiziologie         |                    | Bernard Katz                    | 1911–2003       | Regatul Unit               | „pentru descoperirile lor referitoare la transmitatorii umorali din terminalele nervoase și mecanismul de stocare, eliberare și inactivare a acestora”                                                   | [ 49 ] |
| 1981 | Fiziologie         |                    | Roger W. Sperry                 | 1913–1994       | Statele Unite              | „pentru descoperirile sale referitoare la specializarea funcțională a emisferelor cerebrale” | [ 50 ] |
| 1981 | Fiziologie         |                    | David H. Hubel                  | 1926–2013       | Canada                     | „pentru descoperirile lor privind procesarea informațiilor în sistemul vizual” | [ 50 ] |
| 1981 | Fiziologie         |                    | Torsten N. Wiesel               | 1924–           | Suedia                     | „pentru descoperirile lor privind procesarea informațiilor în sistemul vizual” | [ 50 ] |
| 1986 | Fiziologie         |                    | Stanley Cohen                   | 1922–2020       | Statele Unite              | „pentru descoperirile lor despre factorii de creștere” | [ 51 ] |
| 1986 | Fiziologie         |                    | Rita Levi-Montalcini            | 1909–2012       | Italia                     | „pentru descoperirile lor despre factorii de creștere” | [ 51 ] |
| 1997 | Chimie             |                    | Jens C. Skou                    | 1918–2018       | Danemarca                  | "pentru prima descoperire a unei enzime transportatoare de ioni, Na+, K+ -ATPase” | [ 52 ] |
| 2000 | Fiziologie         |                    | Arvid Carlsson                  | 1923–2018       | Suedia                     | „pentru descoperirile lor referitoare la transducția semnalului în sistemul nervos” | [ 53 ] |
| 2000 | Fiziologie         |                    | Paul Greengard                  | 1925–2019       | Statele Unite              | „pentru descoperirile lor referitoare la transducția semnalului în sistemul nervos” | [ 53 ] |
| 2000 | Fiziologie         |                    | Eric R. Kandel                  | 1929–           | Statele Unite              | „pentru descoperirile lor referitoare la transducția semnalului în sistemul nervos” | [ 53 ] |
| 2003 | Chimie             | Roderick MacKinnon | Roderick MacKinnon              | 1956–           | Statele Unite              | „pentru descoperiri privind canalele din membranele celulare [...] pentru studii structurale și mecaniciste ale canalelor ionice”                                                                        | [ 54 ] |
| 2004 | Fiziologie         |                    | Richard Axel                    | 1946–           | Statele Unite              | „pentru descoperirile lor de receptori mirositori și organizarea sistemului olfactiv” | [ 55 ] |
| 2004 | Fiziologie         |                    | Linda B. Buck                   | 1947–           | Statele Unite              | „pentru descoperirile lor de receptori mirositori și organizarea sistemului olfactiv” | [ 55 ] |
| 2014 | Fiziologie         |                    | John O'Keefe                    | 1939–           | Statele Unite Regatul Unit | „pentru descoperirile lor de celule care constituie un sistem de poziționare în creier” | [ 56 ] |
| 2014 | Fiziologie         |                    | May-Britt Moser                 | 1963–           | Norvedia                   | „pentru descoperirile lor de celule care constituie un sistem de poziționare în creier” | [ 56 ] |
| 2014 | Fiziologie         |                    | Edvard I. Moser                 | 1962–           | Norvegia                   | „pentru descoperirile lor de celule care constituie un sistem de poziționare în creier” | [ 56 ] |
| 2017 | Fiziologie         |                    | Jeffrey C. Hall                 | 1939–           | Statele Unite              | „pentru descoperirile lor de mecanisme moleculare care controlează ritmul circadian” | [ 57 ] |
| 2017 | Fiziologie         |                    | Michael Rosbash                 | 1944–           | Statele Unite              | „pentru descoperirile lor de mecanisme moleculare care controlează ritmul circadian” | [ 57 ] |
| 2017 | Fiziologie         |                    | Michael W. Young                | 1949–           | Statele Unite              | „pentru descoperirile lor de mecanisme moleculare care controlează ritmul circadian” | [ 57 ] |
| 2021 | Fiziologie         |                    | David Julius                    | 1955–           | Statele Unite              | „pentru descoperirile lor legate de receptori pentru temperatură și atingere” | [ 58 ] |
| 2021 | Fiziologie         |                    | Ardem Patapoutian               | 1967–           | Liban                      | „pentru descoperirile lor legate de receptori pentru temperatură și atingere” | [ 58 ] |